# Puerto de Estambul
El puerto de Estambul es una terminal de pasajeros para cruceros, que se encuentra en el barrio de Karaköy del Distrito de Beyoğlu, en Estambul, Turquía. Consiste en dos muelles contiguos, el de Gálata y el de Salıpazarı, que se extienden desde el puente de Gálata en el Cuerno de Oro hasta Salıpazarı en la costa oeste del Bósforo. Es propiedad y está operado por la estatal Líneas marítimas de Turquía.

## Historia
La construcción del muelle de Galata comenzó en 1892 y se completó en 1900. Se construyeron dos almacenes en 1910 y se agregaron tres en 1928. A partir de 1925, la autoridad portuaria pasó a dar todo el apoyo logístico necesario a los buques, incluido el suministro de agua y carbón, carga y descarga, practicaje marítimo y servicios de salvamento marítimo.
En 1957, el muelle de Salıpazarı, construido por el Ministerio de Obras Públicas, se completó y se entregó al Banco Marítimo de Turquía, el precursor del TDİ. El Puerto de Estambul sirvió como el puerto marítimo más grande del país para carga de importación hasta 1986 cuando se volvió obsoleto debido al aumento del transporte de contenedores.
Convertido en una terminal de pasajeros para cruceros además de la Terminal del Muelle de Galata existente, el Muelle de Salıpazarı continuó sirviendo como terminal de pasajeros desde el 19 de septiembre de 1988 en adelante. Fue ampliado en 2007 para satisfacer la demanda del creciente turismo de cruceros.

## Instalaciones portuarias

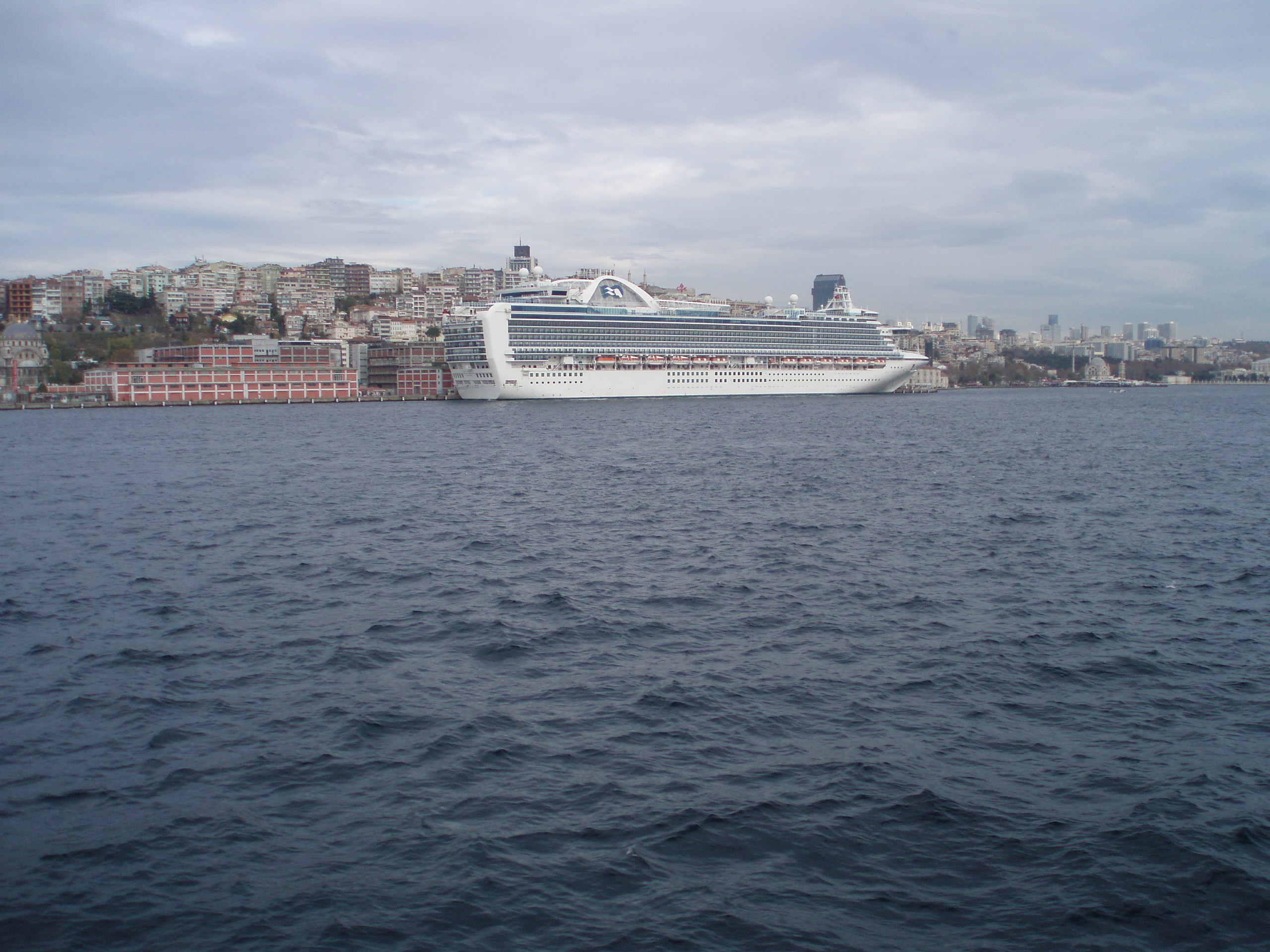
Un crucero atracado en el puerto de Estambul.

El puerto de Estambul consta de tres salas de pasajeros, dos de ellas con una superficie de 4000 m² (43 055,7 ft²) cada una y otra de 800 m² (8611,1 ft²). Los tres pabellones permiten atender alrededor de 10.000 turistas por hora, manteniendo todas las funciones de control fronterizo.
Hay un estacionamiento al aire libre de 5000 m² (53 819,6 ft²)  para 200 autos de excursión.
Por seguridad, todas las instalaciones son vigiladas por 78 cámaras de televisión de circuito cerrado en un centro de control las 24 horas del día, los 7 días de la semana.
El puerto ha sido reconstruido y nombrado Galataport, construido a lo largo de 1200 m de costa.

## Detalles técnicos
| Muelle     | Largo               | Profundidad            | Altura                   |
| ---------- | ------------------- | ---------------------- | ------------------------ |
| Gálata     | 523 m (1715,9 pies) | 7-9 m (23,0-29,5 pies) | 0,5-0,8 m (1,6-2,6 pies) |
| Salıpazarı | 627 m (2057,1 pies) | 10 m (32,8 pies)       | 2-2,5 m (6,6-8,2 pies)   |

El puerto es capaz de dar servicio a once barcos de pasajeros al día. En 2007, un total de 832 atracaron en el puerto con 460.427 turistas.